# Radar d'interception aéroporté

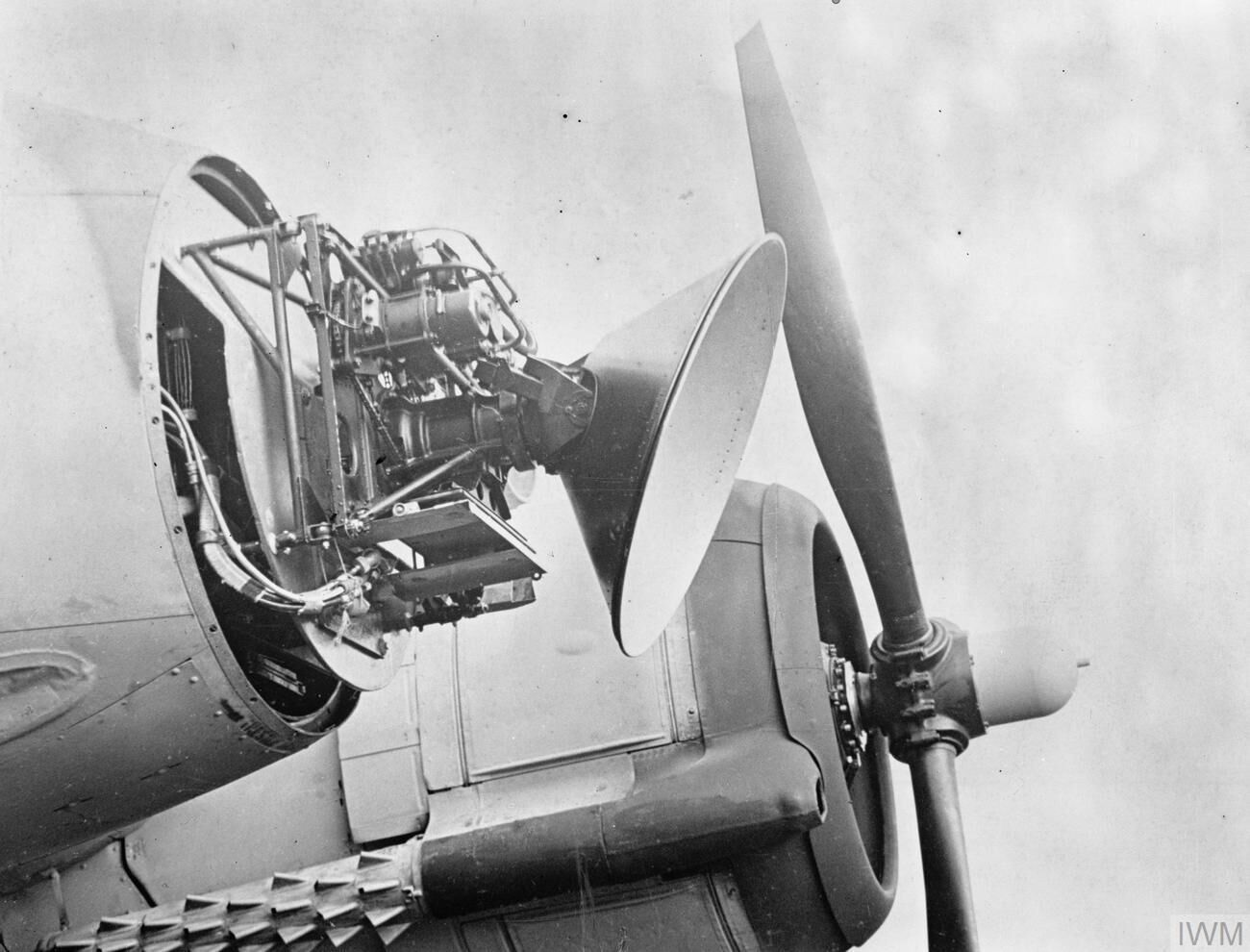
L'AI Mc. VIII montré ici sur un Bristol Beaufighter est le modèle standard des radars IA jusque dans les années 1970.

Le radar d'interception aéroporté (Airborne Interception radar), ou AI en abrégé, est le terme britannique désignant les systèmes radar utilisés pour équiper les aéronefs dans le rôle air-air. Ces radars sont principalement utilisés par les chasseurs de nuit et les avions d'interception de la Royal Air Force (RAF) et de la Fleet Air Arm pour localiser et suivre d'autres aéronefs, bien que la plupart des radars IA puissent également être utilisés dans un certain nombre de rôles secondaires. Le terme était parfois utilisé de manière générique pour des radars similaires utilisés dans d'autres pays.
Le terme est utilisé pour la première fois vers 1936, lorsqu'un groupe du centre de recherche de Bawdsey Manor commence à réfléchir à la manière d'installer un système radar dans un avion. Ces travaux aboutissent au radar AI Mk. IV, le premier système radar air-air de série. Le Mk. IV entre en service en juillet 1940 et se généralise sur le Bristol Beaufighter au début de 1941. Le Mk. IV contribue à mettre fin au Blitz, la campagne de bombardement nocturne de la Luftwaffe à la fin de 1940 et au début de 1941.
À partir du AI Mk. VII, le système passe aux fréquences micro-ondes en utilisant le magnétron à cavité, améliorant considérablement les performances tout en réduisant la taille et le poids. Cela donne au système une énorme avance sur ses homologues de la Luftwaffe, un avantage qui existera pour le reste de la Seconde Guerre mondiale. À la fin de la guerre, plus d'une douzaine de modèles AI ont été expérimentés, et au moins cinq unités largement utilisées en service. Parmi eux, plusieurs modèles construits aux États-Unis, notamment pour la Fleet Air Arm.
La convention d'appellation AI est également utilisée dans l'après-guerre, mais le terme "Mk." est généralement supprimé lorsqu'il est écrit en abrégé et les chiffres sont remplacés par des chiffres romains. Un bon exemple est le radar AI.24 du Tornado F.2. Ces radars ont souvent reçu des noms communs et sont généralement mieux connus sous ces noms ; le AI.24 est presque universellement appelé "Foxhunter". Parmi les autres exemples largement utilisés après la guerre, citons l'AI.18 utilisé sur le De Havilland Sea Vixen, et l'AI.23 Airpass sur l'English Electric Lightning.